# Serwicyzacja
Serwicyzacja (od ang. service – usługa) – termin określający zwiększenie proporcji usług w strukturze badanego zjawiska.
Przykłady serwicyzacji:
- serwicyzacja gospodarki narodowej – oznacza w ujęciu makroekonomicznym zwiększenie zatrudnienia w sektorze trzecim (usługach)[1].
- serwicyzacja konsumpcji gospodarstw domowych – oznacza procentowy wzrost wydatków na usługi w strukturze wydatków gospodarstw domowych. Ze zjawiskiem takim mamy do czynienia w ostatnich latach na całym świecie, gdyż coraz większy odsetek wydatków w budżetach domowych pochłaniają usługi, takie jak na przykład konsumpcja w lokalach gastronomicznych, wynajmowanie opiekunek do dzieci, wynajmowanie cateringu na spotkania itp.